# Lady Plumpton's Motor Car
Lady Plumpton's Motor Car è un cortometraggio muto del 1904 diretto e interpretato da Lewin Fitzhamon.

## Produzione
Il film fu prodotto dalla Hepworth.

## Distribuzione
Distribuito dalla Hepworth, il film - un cortometraggio della lunghezza di 60 metri - uscì nelle sale cinematografiche britanniche nell'ottobre 1904. Nel dicembre dello stesso anno, venne distribuito negli Stati Uniti dall'Edison Manufacturing Company.
Non si hanno altre notizie del film che si ritiene perduto, forse distrutto nel 1924 quando il produttore Cecil M. Hepworth, ormai fallito, cercò di recuperare l'argento del nitrato fondendo le pellicole.